# Златко Томчич
Зла́тко То́мчич (хорв. Zlatko Tomčić, нар. 10 липня 1945, Загреб, Хорватія, СФРЮ) — хорватський політичний діяч, колишній Голова Хорватської селянської партії і спікер хорватського Сабору 5-го скликання.
У 1995 р. обраний депутатом Палати депутатів двопалатного тоді хорватського парламенту. Протягом четвертого скликання з 2000 до 2003 року був Головою Палати депутатів та Головою Сабору Хорватії, а з 2 лютого по 18 лютого 2000 виконував обов'язки Президента Хорватії.
У 2005 році фракція ХСП у парламенті в складі десятьох депутатів розкололася на групу підтримки Томчича та інших, які наполягали на зміні керівництва. На виборах керівника партії в грудні 2005 року Томчич протистояв Йосипові Фрішчичу і зазнав поразки. Після програшу він здав свій депутатський мандат і пішов з політики.
Станом на 2011 р. Томчич — головний виконавчий директор успішної будівельної фірми.
Між іншим, у п'ятому хорватському уряді Нікіци Валентича Томчич деякий час очолював міністерство будівництва і охорони довкілля.